# Batalha de Hexham
A batalha de Hexhan foi um confronto ocorrido a 15 de maio de 1464 perto de Hexham, Northumberland, em Inglaterra, entre a Casa de Iorque e a Casa de Lencastre. O exército Iorquista, liderado por João Neville, vence a batalha sobre o exército dos Lencastre, liderado por Henrique Beaufort, 2.º Duque de Somerset. Este último é capturado e executado. A batalha marca o fim da resistência dos Lencastre no norte; a autoridade de Eduardo IV não seria mais seriamente ameaçada até 1469, quando Ricardo Neville se muda para o lado adversário.

## Situação
Após a derrota em Hedgeley Moor, os Lencastres falharam em impedir os Iorquistas de negociar um tratado de paz com a Escócia, ficando com a sua base de operações no norte da Inglaterra seriamente ameaçado. Decidem então organizar uma campanha militar e juntar homens antes que Eduardo IV consiga reunir um exército maior em Leicester e esmague a rebelião.
O exército dos Lencastre, sob o comando de Henrique Beaufort, duque de Somerset, marcha sobre Northumberland no final do mês de abril de 1464, conseguindo o apoio de diversas guarnições, e acampa perto de Hexham no início do mês de maio. Eduardo IV envia para a vanguarda um exército Iorquista, sob o comando de João Neville. Os dois exércitos enfrentam-se a 14 de maio.

## Batalha
Existem poucos detalhes sobre o local exato da batalha, a composição e o número de homens dos exércitos, assim como o desenrolar da batalha, mas pode-se pensar que o combate fora pouco sanguinário.
O acampamento dos Lencastre fica situado perto de Linnels Bridge, um pouco a sul de Hexham. Os Iorquistas atravessam o rio Tyne na noite do 12 para 13 de maio e, na manhã do 14, estão em posição para atacar Hexham. Supõe-se que o avanço do exército Iorquista foi rápido pois os Lencastre tiveram pouco tempo para se prepararem para a batalha.
Henrique Beaufort coloca as suas tropas à pressa, dividindo o seu exército em três grupos numa pradaria onde ele espera combater antes que os Iorquistas cheguem a Hexham. Os Lencastre acabam de tomar suas posições quando os Iorquistas lançam o ataque desde suas posições mais elevadas. O flanco direito do exército dos Lencastre, liderado por Lord Roos, foge do campo de batalha antes do início dos combates. O resto do exército de Beaufort fica então numa situação desesperada, cercado e sem conseguir manobrar.
O moral das tropas dos Lencastre afunda-se rapidamente e, após uma breve resistência, eles são empurrados para o rio Devil's Water. Segue-se um caos onde muitos homens se afogam no rio ou são esmagados quando tentam subir as margens íngremes do Devil's Water. A maioria deles são cercados na margem norte e forçados a renderem-se aos Iorquistas.

## Consequências
João Neville não mostrou qualquer clemência e 30 comandantes do exército dos Lencastre, entre os quais Henrique Beaufort, foram executados. A perda de seus principais chefes leva ao fim da resistência dos Lencastre no norte da Inglaterra e, com o fim da rebelião, segue-se um período de paz até 1469, quando Ricardo Warwick se revolta contra Eduardo IV e a guerra das Rosas regressa.